# El Pandemonium
|  | Pel que fa a la pel·lícula cinematogràfica, vegeu Pandemònium. |

El Pandemonium: revista de higiene social, ciencias, artes, literatura, va ser un setmanari que va sortir a Reus l'any 1901.
En van sortir 26 números. El primer el 4 de maig i l'últim el 26 d'octubre de 1901. Fundat per Antoni Marca, tenia com a administrador i redactor en cap Cristóbal Litrán. Volia ser un periòdic de discussió d'idees, i al primer número explicava que "el Pandemonium, que titulamos así por la variedad, la amplitud, la diversidad de los criterios que en el han de verse expuestos, sería á manera de un prisma en cuyas facetas se reflejaran todas las ideas, todos los matices del pensamiento libre y vario".
El nivell de la publicació era molt bo, i tractava tota mena de temes. Hi col·laboraven diversos intel·lectuals reusencs, com els pedagogs Agustí Sardà i Josep Mercadé, el doctor Codina i Castellví, el periodista F. Cubells Florentí, l'escriptor Ricard Pallejà, el polític Josep Recasens i Mercadé, l'escriptor Pere A. Savé, el periodista i polític Josep Güell i Mercader, el poeta Ramon Fàbregas i Trilles i quasi tots els components del Grup modernista de Reus. L'historiador i periodista reusenc Gras i Elies diu que hi van col·laborar també "los grandes maestros" com ara el doctor Rodríguez Méndez, rector de la Universitat de Barcelona, Antonio Sánchez Pérez, Juan Ortega i Rubio, catedràtic de la Universitat Central, Apel·les Mestres, el doctor Thulié, president de la Societat d'Antropologia de París, i fins i tot Emile Zola. Gras i Elies diu també que un reusenc il·lustrat, de qui no en pot dir el nom, finançava la publicació, que va acabar quan va deixar de donar-li recolzament econòmic.
L'impressor era Eduard Navàs. Els textos eren en català i castellà i sortia els dissabtes. Les dimensions varien, però normalment feia 27 cm. La capçalera era tipogràfica, i al damunt portava un fris. Es conserva la col·lecció completa a la Biblioteca Central Xavier Amorós, i 25 números a la biblioteca del Centre de Lectura.